# Квак Мін Чжон
Квак Мін Чжон (кор. 곽민정; нар. 23 січня 1994, Сеул, Південна Корея) — південнокорейська фігуристка, що виступає у жіночому одиночному фігурному катанні.
Вона — срібна призерка Чемпіонату Південної Кореї з фігурного катання 2010 року й переможиця південнокорейської першості з фігурного катання серед юніорів 2009 року.
Завдяки своєму другому місцю на Національній першості 2010 року Квак Мін Чжон увійшла до Олімпійської збірної країни на Олімпійські ігри у Ванкувері, оскільки безумовний лідер південнокорейського жіночого фігурного катання Кім Йон А у цьому турнірі участі не брала, а переможиці цього Чемпіонату фігуристці Kim Haejin тоді було лише 12 років, і вона не могла б узяти участь у Іграх через вікові обмеження (15 років).
Квак Мін Чжон дебютувала на дорослому міжнародному рівні на Чемпіонаті Чотирьох Континентів з фігурного катання 2010 року, і стала там 6-ю.

## Спортивні досягнення
| Сезони/Змагання                                     | 2007/2008 | 2008/2009 | 2009/2010 |
| --------------------------------------------------- | --------- | --------- | --------- |
| Зимові Олімпійські ігри                             |           |           |           |
| Чемпіонати світу з фігурного катання                |           |           |           |
| Чемпіонати Чотирьох Континентів з фігурного катання |           |           | 6         |
| Чемпіонати світу з фігурного катання серед юніорів  |           | 22        |           |
| Чемпіонати Південної Кореї з фігурного катання      | 2J.       | 1J.       | 2         |
| Етапи юніорського Гран-Прі, Хорватія                |           |           | 11        |
| Етапи юніорського Гран-Прі, США                     |           |           | 11        |
| Етапи юніорського Гран-Прі, Мексика                 |           | 3         |           |
| Етапи юніорського Гран-Прі, Велика Британія         | 13        | 13        |           |
| Етапи юніорського Гран-Прі, Естонія                 | 10        |           |           |

- J= юніорський рівень